# 특허 괴물
특허 괴물(特許怪物, 영어: patent trolling, patent hoarding, non-practicing entity, NPE)은 기술 생산력은 부재해있지만 분쟁의 대상이 될 만한 가치 있는 지식재산을 저가로 매입하여 이를 토대로 특허 침해 소송을 제기하여 엄청난 수익을 얻는 특허 전문 회사를 비유적으로 표현하는 말이다. 처음에는 독특한 형태의 기업으로 간주되었지만 회사의 규모가 거대해지고 그 영향력 또한 증가하면서 '괴물'의 모습을 갖추게 되었다.

## 같이 보기
- 잠수함 특허
- 매복 특허